# Paracladius conversus
Paracladius conversus är en tvåvingeart som först beskrevs av Walker 1856.  Paracladius conversus ingår i släktet Paracladius och familjen fjädermyggor.
Artens utbredningsområde är New Mexico. Arten är reproducerande i Sverige. Inga underarter finns listade i Catalogue of Life.